# Campeonato Panamericano Juvenil de Hockey sobre césped masculino de 2018
El III Campeonato Panamericano Juvenil Masculino de Hockey sobre césped Masculino de 2018 se celebró en México, entre el 12 de marzo al 17 de marzo de 2018.
El campeón y subcampeón del torneo obtuvieron una plaza en los Juegos Olímpicos de la Juventud 2018 a celebrarse en Buenos Aires, Argentina.

## Primera fase

### Grupo A
| Equipo    | J | G | E | P | GF | GC | DG  | PTS |
| --------- | - | - | - | - | -- | -- | --- | --- |
| Argentina | 3 | 2 | 1 | 0 | 23 | 3  | +20 | 7   |
| México    | 3 | 2 | 1 | 0 | 16 | 5  | +11 | 7   |
| Paraguay  | 3 | 1 | 0 | 2 | 6  | 8  | -2  | 3   |
| Guatemala | 3 | 0 | 0 | 3 | 1  | 30 | -29 | 0   |

- Resultados

| Fecha | Hora¹ | Partido   | Partido | Partido   | Resultado |
| ----- | ----- | --------- | ------- | --------- | --------- |
| 12.03 | 10:45 | Argentina | -       | Guatemala | 14-0      |
| 12.03 | 11:30 | México    | -       | Paraguay  | 2-1       |
| 12.03 | 16:15 | Guatemala | -       | Paraguay  | 0-5       |
| 12.03 | 17:00 | México    | -       | Argentina | 3-3       |
| 13.03 | 11:15 | Argentina | -       | Paraguay  | 6-0       |
| 13.03 | 13:00 | Guatemala | -       | México    | 1-11      |

### Grupo B
| Equipo               | J | G | E | P | GF | GC | DG  | PTS |
| -------------------- | - | - | - | - | -- | -- | --- | --- |
| Canadá               | 3 | 3 | 0 | 0 | 12 | 1  | +11 | 9   |
| Brasil               | 3 | 2 | 0 | 1 | 8  | 5  | +3  | 6   |
| Jamaica              | 3 | 1 | 0 | 2 | 7  | 10 | -3  | 3   |
| República Dominicana | 3 | 0 | 0 | 3 | 4  | 15 | -11 | 0   |

- Resultados

| Fecha | Hora¹ | Partido              | Partido | Partido              | Resultado |
| ----- | ----- | -------------------- | ------- | -------------------- | --------- |
| 12.03 | 12:15 | Canadá               | -       | República Dominicana | 6-1       |
| 12.03 | 13:00 | Brasil               | -       | Jamaica              | 4-2       |
| 12.03 | 17:45 | República Dominicana | -       | Jamaica              | 3-5       |
| 12.03 | 18:30 | Brasil               | -       | Canadá               | 0-3       |
| 13.03 | 13:45 | Canadá               | -       | Jamaica              | 3-0       |
| 13.03 | 14:30 | República Dominicana | -       | Brasil               | 0-4       |

##### 5 al 8 Puesto
| Fecha | Hora¹ | Partido              | Partido | Partido   | Resultado |
| ----- | ----- | -------------------- | ------- | --------- | --------- |
| 16.03 | 10:00 | República Dominicana | -       | Brasil    | 0-8       |
| 16.03 | 11:00 | Jamaica              | -       | Guatemala | 4-2       |

##### Séptimo Puesto
| Fecha | Hora¹ | Partido              | Partido | Partido   | Resultado |
| ----- | ----- | -------------------- | ------- | --------- | --------- |
| 16.03 | 10:00 | República Dominicana | -       | Guatemala | 3-2       |

##### Quinto Puesto
| Fecha | Hora¹ | Partido | Partido | Partido | Resultado |
| ----- | ----- | ------- | ------- | ------- | --------- |
| 17.03 | 13:00 | Brasil  | -       | Jamaica | 7-2       |

## Segunda fase

##### Semifinales
| Fecha | Hora¹ | Partido   | Partido | Partido  | Resultado |
| ----- | ----- | --------- | ------- | -------- | --------- |
| 16.03 | 13:00 | Argentina | -       | Paraguay | 5-0       |
| 16.03 | 14:00 | México    | -       | Canadá   | 3-0       |

##### Tercer Puesto
| Fecha | Hora¹ | Partido  | Partido | Partido | Resultado |
| ----- | ----- | -------- | ------- | ------- | --------- |
| 17.03 | 15:00 | Paraguay | -       | Canadá  | 0-6       |

##### Final
| Fecha | Hora¹ | Partido   | Partido | Partido | Resultado |
| ----- | ----- | --------- | ------- | ------- | --------- |
| 17.03 | 17:00 | Argentina | -       | México  | 3-2       |

| Campeón del Campeonato Panamericano Juvenil 2018 |
| ------------------------------------------------ |
| Argentina Tercer Título                          |

## Posiciones finales
- 1°  Argentina
- 2°  México
- 3°  Canadá
- 4°  Paraguay
- 5°  Brasil
- 6°  Jamaica
- 7°  República Dominicana
- 8°  Guatemala

## Clasificados a los Juegos Olímpicos de la Juventud 2018
| Bandera de Argentina | Bandera de México |
| Argentina            | México            |
| -------------------- | ----------------- |